# Врангель, Карл Егорович
Барон Карл Егорович (Григорьевич) Врангель (нем. Carl Michael von Wrangel; 1794—1874) — русский военачальник, генерал от кавалерии (26.08.1856), герой Польской кампании 1831 года и Крымской войны.

## Биография
Его отец — Georg Johann von Wrangell (1760—1836); мать — баронесса Катарина Елена Унгерн фон Штернберг. В семье родилось 5 сыновей и 9 дочерей; Carl Michael — средний сын.
Получил домашнее образование. 4 ноября 1807 года поступил юнкером в лейб-гвардии Конный полк.
Во время Отечественной войны 1812 года принимал участие в сражениях под Витебском, Смоленском, Бородино и Тарутино. За отличие в последнем сражении в октябре 1812 года произведён в корнеты.
После этого был переведён в резервный кавалерийский корпус генерала А. С. Кологривова и вернулся в свой полк лишь в 1814 году, после его возвращения из Франции.
В 1816 году произведён в поручики и в декабре был переведён в лейб-гвардии Подольский кирасирский полк, где в 1824 году дослужился до полковника.
25 июня 1828 года назначен командиром Польского уланского полка.
Со своим полком принимал участие в 1831 году в подавлении Польского восстания. Участвовал в сражениях под Гроховым, Калушиным, Прагой. В 1831 году награждён орденом Святой Анны 2-й степени с императорской короной и золотым оружием с надписью "За храбрость" (в послужном списке отсутствует). Был ранен пикой в голову. 30 мая 1832 года за мужество был удостоен ордена Святого Георгия 4-й степени.
6 декабря 1831 года произведён в генерал-майоры и назначен командиром уланской бригады в военных поселениях.
С 1835 года по 1838 год командовал лейб-гвардии Драгунским полком. В 1837 году награждён орденом Святого Станислава 1-й степени.
Был командиром 1-й бригады 2-й лёгкой кавалерийской дивизии, затем — командующим 1-й драгунской дивизией (1844—1855).
10 октября 1843 года был произведён в генерал-лейтенанты.
Со своей дивизией в 1849 году принимал участие в подавлении Венгерского восстания.
С началом Крымской войны в 1854 году во главе своей дивизии принимал участие в походе в Дунайские княжества. Затем был назначен командиром кавалерийского отряда (1-я драгунская дивизия и резервная уланская дивизия) в Крыму, наблюдавшего за местом высадки противника в Евпатории.
В январе 1855 года получил приказание главнокомандующего овладеть Евпаторией. После рекогносцировки Врангель донёс А. С. Меншикову, что взять город нельзя:

Считаю долгом донести Вашей Светлости, что я не смею отвечать за успех и за последствия этого предприятия. Ничего не достигнув, войска будут расстроены и деморализованы в то время, когда неприятель, ободрённый нашей неудачей, может выйти от Евпатории в больших силах и двинуться на наши сообщения. Начинать это важное дело я не могу решиться без верной надежды на успех.

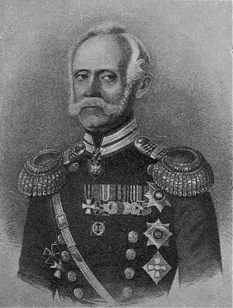
Карл Егорович Врангель

После этого сдал командование отрядом генералу С. А. Хрулёву. Оставшись при отряде, 5 февраля 1855 года принимал участие в неудачной атаке на Евпаторию. 24 марта 1856 года за храбрость был удостоен ордена Святого Александра Невского с мечами.
В 1855—1861 годах командовал 3-м резервным кавалерийским корпусом, а затем 3-м пехотным корпусом.
26 августа 1856 года произведён в генералы от кавалерии.
2 апреля 1861 года получил бриллиантовые знаки к ордену Святого Александра Невского и в связи с преклонным возрастом вышел в отставку.
Был награждён прусским орденом Красного орла 2-го класса — в 1842 году, 1-го класса — в 1858 году.
Умер 15 (27) марта 1874 года в своём имении Gute Tolks, в Эстляндской губернии. Похоронен на городском кладбище в Раквере в Эстонии.

## Награды
Российские:
- Орден Святой Анны 2-й степени с императорской короной (25.06.1831)
- Орден Святого Владимира 3-й степени (02.10.1831)
- Польский знак отличия за военное достоинство 3-й степени (1832)
- Орден Святого Георгия 4-й степени (30.05.1832) — за мужество при штурме Варшавы
- Орден Святого Станислава 1-й степени (06.12.1837)
- Орден Святой Анны 1-й степени (06.12.1841)
- Орден Святого Владимира 2-й степени (23.12.1845)
- Орден Белого орла (15.02.1850)
- Орден Святого Александра Невского с мечами (24.03.1856) — за храбрость при штурме Евпатории
- Бриллиантовые знаки к ордену Святого Александра Невского (02.04.1861)

Иностранные:
- Прусский орден Красного орла 2-го класса со звездой (1842)
- Прусский орден Красного орла 1-го класса (1858)

## Семья
Женат с 19.03.1832 на Эмилии Яковлевне Шафнагель Schafnagel (11.01.1811—03.06.1881). У них дети:
- Екатерина (Эмили Маргарета Катарина, нем. Emilie Margarethe Katharina; 11.01.1831—12.12.1892), с 11.11.1857 года была замужем за Иваном Красовским (ум. 1871)
- Георгий (Георг Якоб, нем. Georg Jakob; род. 01.12.1833), умер в младенчестве
- Елена (Хелена, нем. Helene; 11.6.1835—3.11.1906), художница
- Николай (Николай Якоб, нем. Nikolai Jakob; 26.08.1836—22.09.1892)
- Константин (Константин Карл, нем. Konstantin Karl; 16.10.1837—18.11.1902)
- Карл (Карл Михаэль, нем. Karl Michael; 30.11.1838—1879)
- Иоанна Мария (нем. Jeanne; 10.08.1847—19.1.1919)